# Jaber Al-Mubarak Al-Hamad Al-Sabah
Jaber Al-Mubarak Al-Hamad Al-Sabah (in arabo جابر المبارك الحمد الصباح; Al Kuwait, 5 gennaio 1942 – Al Kuwait, 14 settembre 2024) è stato un politico kuwaitiano.

## Biografia
Dal dicembre 2011 al novembre 2019 fu Primo ministro del Kuwait.
Dal luglio 2007 al dicembre 2011 fu Vice-Primo ministro con Nasser Mohammed Al-Ahmed Al-Sabah alla guida dell'esecutivo. Dal febbraio 2006 al dicembre 2011 fu anche Ministro della difesa.